# 斯佩河

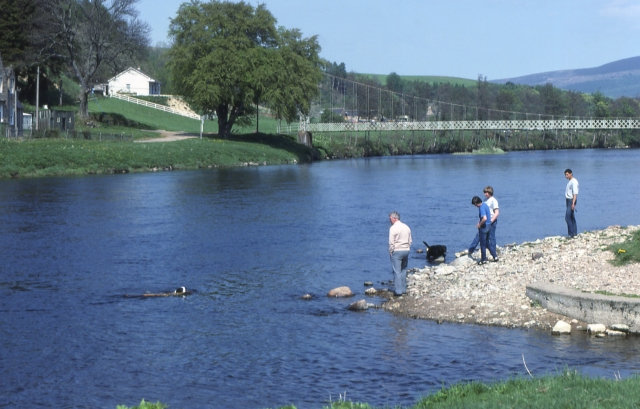
斯佩河，阿伯劳尔附近

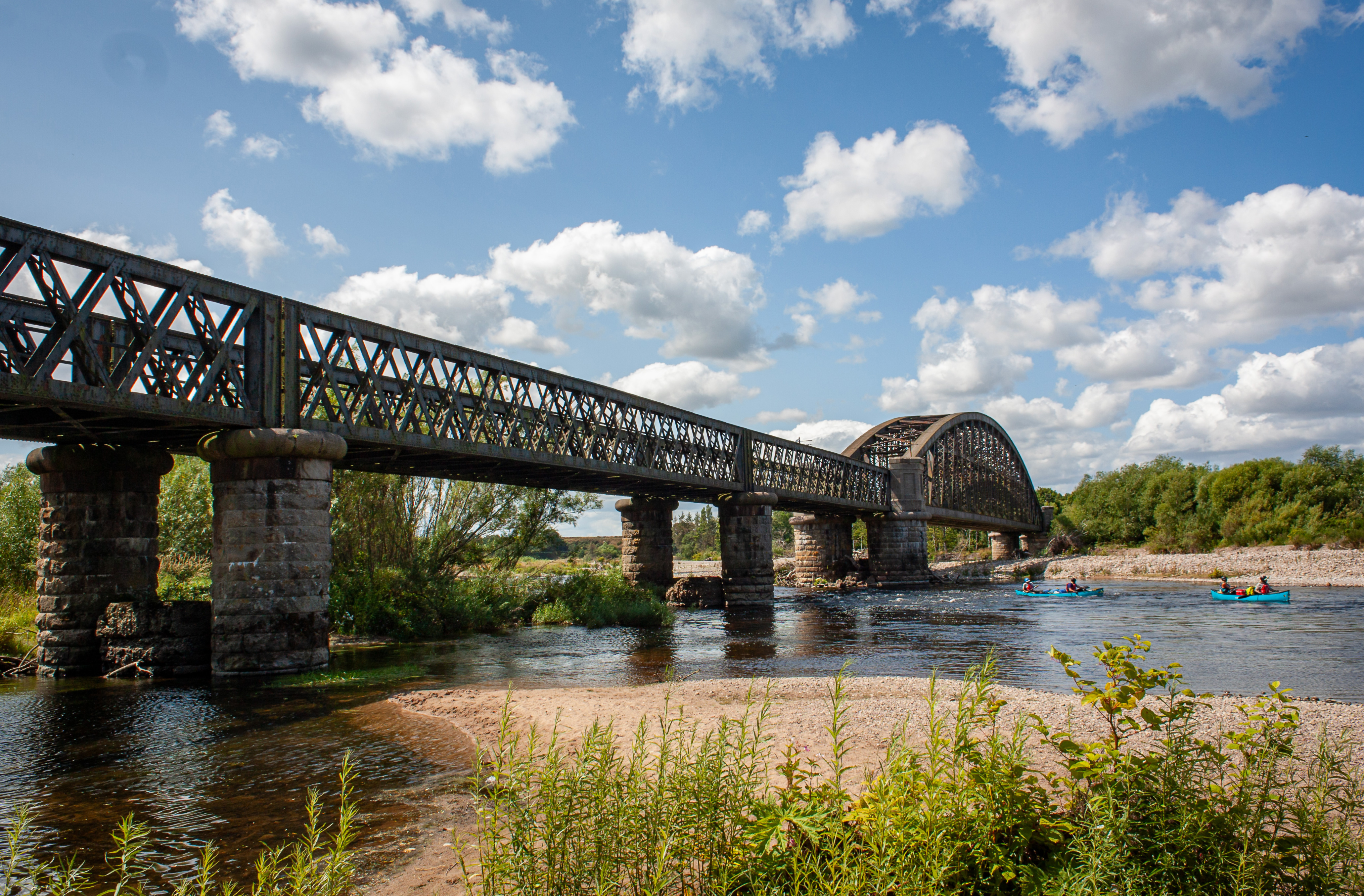

斯佩河（英语：River Spey；苏格兰盖尔语：Uisge Spè），英国苏格兰河流，流经苏格兰东北部，全长172公里，为苏格兰第2长河。斯佩河平均流量每秒64立方米，为苏格兰流速最大的河。斯佩河流域盛产鮭魚，该地区亦产苏格兰威士忌。